# Casio FX-700P
Casio FX-700P (FX-700P) је био џепни рачунар фирме Касио (Casio) који је почео да се производи у Јапану током 1982. године.
Користио је HD61913 CMOS VLSI микропроцесорску јединицу а RAM меморија рачунара је имала капацитет од 2 KB (1568 бајтова за BASIC). 

## Детаљни подаци
Детаљнији подаци о рачунару FX-700P су дати у табели испод.
|                       |                                                                |
| [ 1 ]                 |                                                                |
| Произвођач            | Касио                                                          |
| Тип                   | џепни рачунар                                                  |
| Меморија              | 2 (1568 бајтова за BASIC)                                      |
| Поријекло             | Јапан                                                          |
| Година                | 1982                                                           |
| Тастатура             | QWERTY, калкулаторски тип, 54 тастера са нумеричком тастатуром |
| Процесор              |                                                                |
| Фреквенција процесора | 455 керамички резонатор                                        |
| RAM                   | 2 (1568 бајтова за BASIC)                                      |
| ROM                   | 12 KB                                                          |
| Текст                 | 1 линија x 12 знакова плус 4-цифарни седам-сегментни показивач |
| Графика               | нема                                                           |
| Боја                  | једна боја, монитор са текућим кристалом                       |
| Звук                  | нема                                                           |
| Димензије             | 165 (ширина) x 71 (дубина) x 10 (висина) / 116 (са батеријама) |
| Портови               |                                                                |
| Оперативни систем     |                                                                |